# Castello di Gripsholm
Il castello di Gripsholm (in svedese Gripsholms Slott) è un castello situato nella cittadina di Mariefred, nella provincia di Södermanland, in Svezia. Considerato uno dei capolavori architettonici svedesi, si affaccia sul Lago Mälaren nella Svezia centro-meridionale, nella municipalità di Strängnäs, a circa 60 km a ovest di Stoccolma.

## Storia

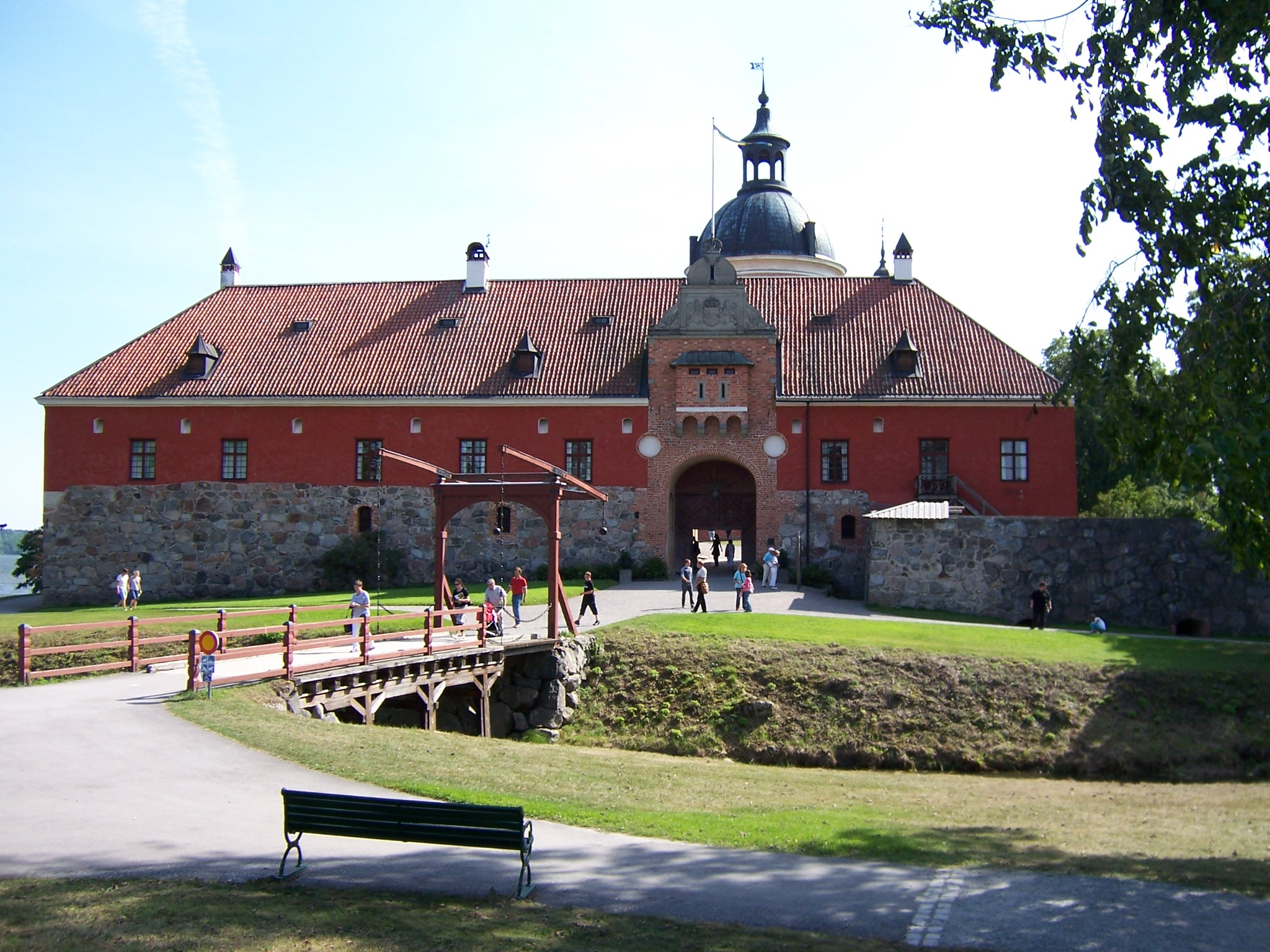
L'ingresso del castello

L'edificio più antico venne fatto costruire intorno al 1380 dal capo del consiglio reale Bo Jonsson, sotto il regno di Magnus IV di Svezia, e appartenne alla sua famiglia fino alla sua morte, quando venne acquistato dalla regina Margherita nel 1404 e fatto oggetto di confisca da parte di Gustavo I di Svezia nel 1526. Per ordine di quest'ultimo, la costruzione originale venne demolita e al suo posto venne costruito un nuovo edificio a partire dal 1537 con torri circolari e un muraglione con scopi difensivi. Da allora il castello è sempre appartenuto alla famiglia reale svedese ed è utilizzata come residenza sin dal 1713. Tra il 1563 e il 1567 il castello fu utilizzato come prigione da parte di Erik XIV di Svezia per detenere suo fratello Giovanni e la moglie Caterina Jagellona. Nello stesso castello, il 20 giugno 1566 nacque Sigismondo III di Svezia.
Utilizzato ancora come prigione tra il 1713 ed il 1773, venne ristrutturato da Gustavo III di Svezia, su consiglio di sua moglie Sofia Maddalena. Tra le opere più rilevanti di questo periodo è da annoverare la costruzione di un teatro all'interno di una delle torri.
Tra il 1889 ed il 1894 esso fu sottoposto a una nuova ristrutturazione molto discussa, per opera dell'architetto Fredrik Lilljekvist, secondo il cui progetto gran parte delle opere risalenti ai secoli XVII e XVIII vennero totalmente rimosse. Tra i lavori più rilevanti di questa fase è da considerare la costruzione di un terzo piano, mentre la progettata demolizione di una delle ali venne poi messa da parte.
Il castello è aperto al pubblico e ospita una delle gallerie di ritratti più antica della Svezia e del mondo, la Statens porträttsamlingar.